# Microhoria venusta
Microhoria venusta là một loài bọ cánh cứng trong họ Anthicidae. Loài này được Villa & Villa miêu tả khoa học năm 1833.